# Karl Kalf
Karl Kalf (1946) is een Nederlands trompettist. Als bij-instrument had hij de cello.
Kalfs naam dook op aan het eind van de jaren zestig. Hij trad toen toe tot de Zaanse muziekgroepen The New Sounds en The Virginian Creeper. De muziekstijl van die bands was te omschrijven als op Chicago en Blood, Sweat & Tears gelijkend. Platenlabels zagen er geen heil in, alhoewel Bovema het nummer Embryo wel had omgenomen. In de jaren zeventig schoof Kalf door naar de Dizzy Man's Band en hiervoor gold eigenlijk hetzelfde. De platenlabels zagen wel wat in de feestmuziek die ze speelden, maar de rock met jazzinvloeden had minder hun belangstelling. Als de stroom hits stokt, is Kalf samen met saxofonist Bertus Borgers te horen tijdens de Switch-toer van Golden Earring. Hij mocht echter niet direct mee naar de Verenigde Staten, want daar vonden ze dat er genoeg goede Amerikaanse trompettisten waren. Dat bleek toch echter niet te gelden voor het begrip ”betaalbaar goed”. Kalf mocht alsnog mee. Later werd hij aangetroffen in de band rond Harry Muskee. Daarna verliet Kalf de muziekscene om marketing- en salesexpert te worden in de gezondheidszorg- en communicatiebranche. Bij laterere reünies van de Dizzy Man's Band deed Karl nog weleens mee. 